# Kościół Najświętszej Maryi Panny Królowej Aniołów w Popielowie
Kościół Wniebowzięcia Najświętszej Maryi Panny – rzymskokatolicki kościół parafialny w Popielowie. Świątynia należy do parafii NMP Królowej Aniołów w Popielowie w dekanacie Siołkowice, diecezji opolskiej. 25 września 2014 roku, pod numerem A-221/2014, obiekt został wpisany do rejestru zabytków województwa opolskiego.

## Historia kościoła
Erygowanie parafii w Popielowie miało miejsce dnia 27 grudnia 1883 roku. Kościół wybudowany, w stylu neogotyckim, został w latach 1888–1889. W trakcie działań wojennych II wojny światowej został uszkodzony. W 1945 roku odbudowany. W kościele znajduje się kielich barokowy z około 1670 roku, z postaciami św. Jerzego, św. Józefa i błogosławionego Hermana, dominikanina z Opola.